# كريم زياني
كريم يانيس زياني (مواليد 17 أغسطس 1982 في سيفر، فرنسا) لاعب كرة قدم جزائري محترف في أوروبا، ولد لأب جزائري وهو رابح زياني وأم فرنسية. انضم كريم إلى نادي فولفسبورغ الألماني قادماً من نادي أولمبي مرسيليا بصفقة 7 ملايين يورو بعد موسمين مع مارسيليا، هو لاعب دولي جزائري سابق كان يحمل الرقم 15 في المنتخب والنادي الألماني، لعب لنادي سوشو وحقق معهم كأس فرنسا ولعب لنادي لوريان موسم واحد وانتقل ليتألق في نادي مرسيليا أتته عروض ممتازة من عدة أندية وعلى رأسها النادي الألماني حيث قال عنه المدرب: «إنه يناسب كثيراً فريقنا وسوف يساعدنا في تحقيق أهدافنا».
كما أن كريم زياني كان معارا لنادي الجيش القطري من نادي فولفسبورغ الألماني، ويعتبر كريم زياني أحد الأعضاء المهمين الذين ساعدوا على تأهل منتخب الجزائر لنهائيات كاس العالم بجنوب أفريقيا 2010.
أمور شخصية زياني
و يعد زياني من أبرز لاعبي المنتخب الوطني الجزائري السابقين حيث نال جائزة الكرة الذهبية لأفضل لاعب جزائري لعاميين متتاليين 2006 و2007. يلعب في خط الوسط ودائما ما تكون تمريراته حاسمة وصانعة للأهداف يلقبونه في الجزائر بالمايسترو. زياني لم يخرج من البطولة الفرنسية حيث دافع عن ألوان نادي سوشو ونادي لوريان قبل مارسيليا. يبلغ طول زياني 169 سم ووزنه 66 كلغ. أحرز مع نادي سوشو كأس فرنسا ونال جائزة أحسن لاعب في مارسيليا لشهريين متتاليين، وأحسن لاعب في دوري الدرجة الثانية الفرنسية وقد صرح ذات مرة قائلا: «عندما أسمع النشيد الوطني يقشعر بدني وأشعر بالانتماء لهذا البلد الحبيب الجزائر».
زياني متزوج وله ولدان قيس ولينا، وله أخت متزوجه من لاعب المنتخب الجزائري عنتر يحيى، ويعتر كريم زياني صاحب اغلى صفقة لعربي محترف في أوروبا للموسم الحالي.

## مسيرته

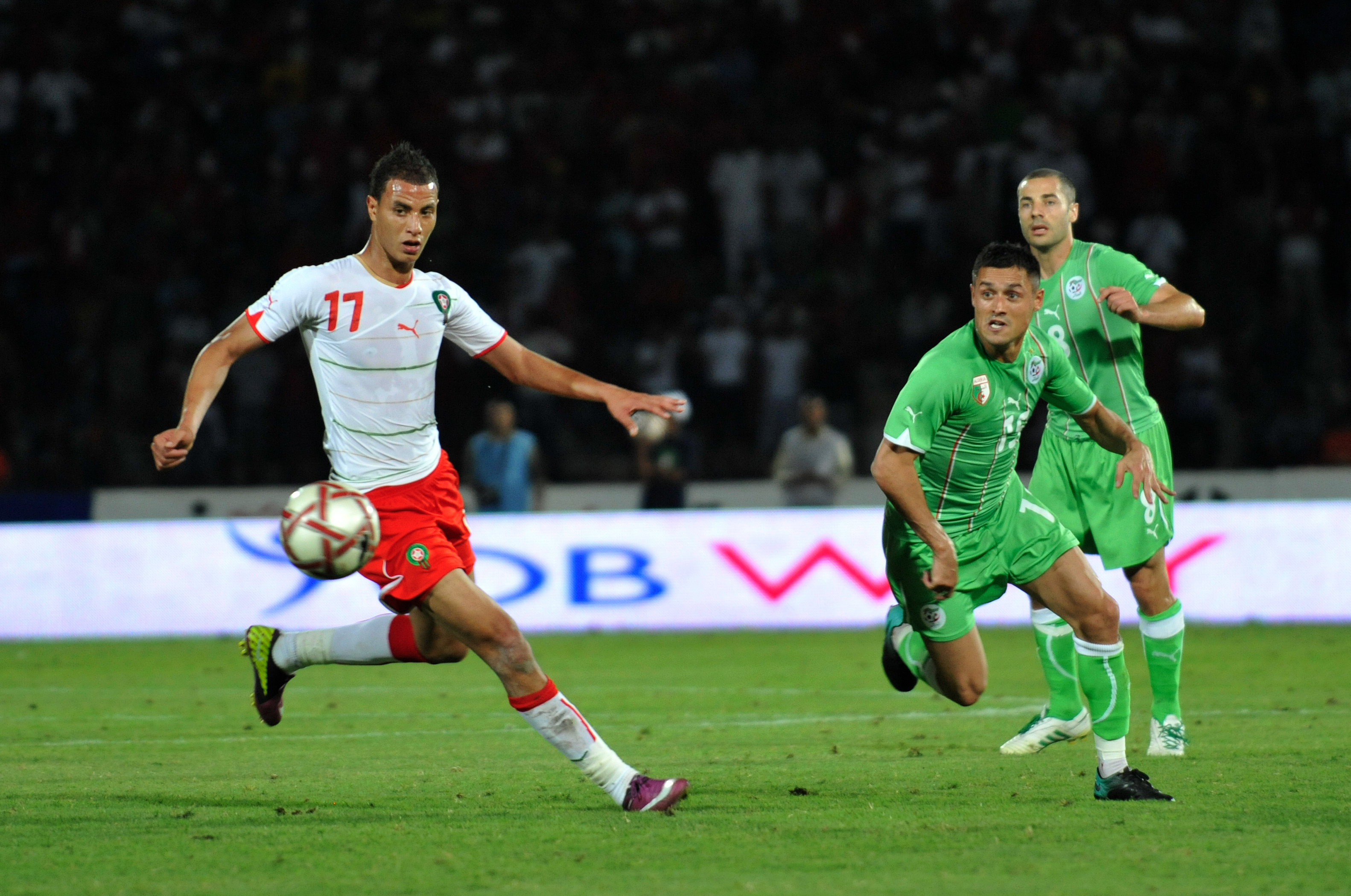
زياني مع المنتخب الجزائري

ولد كريم يوم 17 أوت من سنة 1982 بـسيفر، يشغل منصب وسط ميدان
هجومي أو جناح أيمن وأحيانا أيسر، بدأ مسيرته الكروية مع نادي راسينغ باريس
من سنة 1995 حتى 1998. بعدها انتقل إلى مركز تكوين نادي تروا، ووقع أول عقد
احترافي مع نادي تروا سنة 2001 بعد إلحاح من المدرب ألان بيران، ولعب
أولى مبارياته في الليغاآن في شهر ديسمبر 2001 مع نادي تروا، أين لعب 69 مباراة سجل خلالها هدف وحيد علما أنه كان يلعب كجناح أيمن مع الفريق، وبعد حديث طويل
عن إمكانية واحتمالات كثيرة حول ذهاب كريم إلى الكالتشيو وبالضبط الانتقال إلى نادي سيينا الإيطالي، أعير كريم إلى نادي لوريان يوم 11 أكتوبر 2004 وأصبح كريم قطعة أساسية من الفريق. صعد في موسم 2005-2006 إلى حظيرة الكبار واختير كريم كأفضل لاعب
في الدرجة الثانية الفرنسية. حيث لعب كريم مع لوريان في ذلك الموسم 63 مباراة سجل خلالها 8 أهداف.
هذا التتويج والاستدعاءات المتتالية من طرف مدرب المنتخب الجزائري جعلت كريم محط اهتمام كل من نادي نانت، أولمبي مرسيليا وسانت إيتيان، لكن في الأخير فاز فريق سوشو بصفقة كريم
و وقع العقد معه لمدة ثلاث سنوات في أوت 2006، وبذلك عاد كريم تحت متابعة مدربه السابق آلان بيران.
تألق كريم بصورة لافتة مع الفريق في أول موسم له حيث في 44 مباراة سجل كريم 9 أهداف وصنع
8 أهداف بتمريرات حاسمة، وفي يوم 12 ماي 2007، فاز كريم مع فريقه سوشو بكأس فرنسا
متخطين فريق أولمبي مارسيليا ب الضربات الترجيحية التي سجل خلالها كريم هدف وساهم في التتويج
أيضا عندما عدلوا النتيجة بتمريرة سحرية في الدقيقة 116 إلى لوتالك الذي عدل النتيجة.
- بعد هذا التتويج الكبير وقع كريم مع نادي أولمبيك مارسيليا في جوان 2007 لمدة 4 أعوام مقابل 8 ملايين يورو.ووقع كريم أول أهداقه مع ناديه في مباراة ودية ضد آندرلخت لكن أول هدف له مع الأوم في مباراة رسمية كان في 15 أوت 2007 ضد فالنسيان في الجولة 3 من الدوري الفرنسي بعدها وبعد تألق لم يدم سوى 3 أشهر أصيب كريم أبعدته عن الملاعب وشهد الفريق المارسيلي بزوغ نجم اسمه ماثيو فالبوينا الذي ترك كريم في مقاعد البدلاء، دفعت كريم إلى مشاجرة المدرب أين تم معاقبة كريم من طرف إدارة النادي لمدة 10 أيام، وبعد موسم أقل ما يقال عنه أنه أسود وسيئ بالنسبة لزياني بدأ كريم موسمه الجديد بقوة كبيرة مع النادي رغم عودته المتأخرة بسبب الإصابة التي منعته من المشاركة مع مارسلييا في الجولات الأولى من الدوري الفرنسي حيث أصبح كريم ركيزة أساسية في نادي مارسيليا ليس ذلك فقط بل أنه اختير لشهرين متتاليين كأفضل لاعب في النادي المارسيلي، هذا التألق جعل أندية كثيرة تبدي اهتمامها باللاعب أولها نادي إشبيلية الذي اقترح مبادلة بين الناديين بانتقال كريم مقابل 12 مليون يورو والمهاجم شيفانتون.

و فرق أخرى
- انتقل كريم زياني لنادي فولفسبورغ الألماني بصفقة قدرت بسبعة ملايين أورو وأصبح بها أغلى لاعب عربي سنة 2009.
- عقب الانتقال الي (فولفسبورغ) الألماني لم يجد كريم الفرصة للتالق بشكل كافي بسبب وجود أكثر من لاعب في نفس مركزه، علي اثرها انتقل كريم كاعاره لنادي (قيصري سبور) التركي كاعاره ولعب معهم 13 مباره لم يسجل فيها.
- غادر كريم أوروبا متجها لاسيا بحثا عن تحدي جديد خاصه مع نادي (الجيش) القطري في مطلع عام 2011 ولا يزال كريم يتالق في قطر.

## مسيرته الدولية
كانت بداية كريم مع المنتخب الجزائري عندما كان يلعب اللاعب مع تروا في 12 فيفري 2003 في مباراة المنتخب الجزائري ضد نظيره البلجيكي.و توج كريم بالكرة الذهبية مرتين في سنتي 2007 و2008، وقاده عام 2010 لتنشيط بطولة كأس العالم لكرة القدم 2010.والان هو لاعب في نادي الجيش القطري يحمل رقم 10 وهو قائد الفريق

## إنجازات اللاعب
- كأس فرنسا مع نادي سوشو 2007
- اختير في التشكيلة المثالية لكأس أمم إفريقيا 2004 بتونس
- اختير في القائمة الاحتياطية للتشكيلة المثالية لكأس أمم إفريقيا 2010 انغولا [1]
- الكرة الذهبية الجزائرية 2007 [2]، 2008
- أفضل لاعب في أولمبيك مارسيليا لشهرين متتاليين نوفمبر[3] وديسمبر[4] 2008
- جائزة أفضل لاعب جزائري حسب دي زاد فوت 2004، 2005، 2006
- أفضل لاعب في الدرجة الثانية الفرنسية 2006
- اختير في التشكيلة المثالية للدرجة الثانية الفرنسية 2006
- أفضل لاعب عربي 2007 في استفتاء موقع (العربية. نت) قناة العربية [5]
- جائزة الكرة الذهبية من مسيلة دي زاد 2009
- التأهل لكأس العالم مع المنتخب الجزائري 2010 بجنوب أفريقيا

## روابط خارجية
- كريم زياني على موقع الاتحاد الدولي (مؤرشف)  (الإنجليزية)
- كريم زياني على موقع اتحاد تركيا (لاعب) (الإنجليزية)
- كريم زياني على موقع رابطة كرة القدم الفرنسية للمحترفين (الإنجليزية)
- كريم زياني على موقع قاعدة بيانات كرة القدم.إي يو (الإنجليزية)
- كريم زياني على موقع بيانات كرة القدم. دي إي (الألمانية)
- كريم زياني على موقع ليكيب (الفرنسية)
- كريم زياني على موقع ناشيونال فوتبول تيمز (الإنجليزية)
- كريم زياني على موقع Soccerway.com (الإنجليزية)
- كريم زياني على موقع عالم كرة القدم.نت (الإنجليزية)